# Château du Sougey
Le château du Sougey ou château du Souget est un château, bâti en 1559 par la famille Domen, qui se dresse sur la commune d'Arbusigny dans le département de la Haute-Savoie, en région Auvergne-Rhône-Alpes.

## Situation
Le château du Sougey est situé dans le département français de la Haute-Savoie sur la commune d'Arbusigny, sur le plateau des Bornes, au sud-est du chef-lieu, le long de la route qui conduit à la Chapelle-Rambaud.

## Historique
Le château du Sougey est bâti en 1559 par la famille Domen. Elle le conservera jusqu'en 1687 quand il passe à une vieille famille annécienne anoblie en 1611, les Collomb à la suite du mariage de Charlotte Domen avec François Collomb, avocat au Souverain Sénat de Savoie.
En 1715 un des descendants des Collomb épouse une Verboz, dernière héritière, et prend le nom d'Arcine du titre de sa femme.
Joseph-Marie Collomb d'Arcine, seigneur d'Arcine, capitaine au régiment de Tarentaise épouse, le 16 novembre 1781, Louise-Péronne de Thiollaz, sœur du vicaire-général Claude-François de Thiollaz, futur évêque d'Annecy.
Pendant la Révolution française, il est incarcéré dans les cachots du palais de l'Isle à Annecy ; son épouse pendant cette période cache au château, dans une pièce assez étendue, mais sans lumière et d'une hauteur de 1,10 mètre, de nombreux prêtres réfractaires. Pour cela, elle déplace un plancher mobile, qui forme le fond d'un grand buffet ; la pièce étant située en dessous.
Joseph-Marie Collomb d'Arcine meurt le 13 germinal an XIII (2 avril 1805).
Leur fils, Jean François Emmanuel Colomb-d'Arcine, commandeur de la Légion d'honneur, chevalier des ordres de Saint-Louis, de Saint-Ferdinand, et des Saints-Maurice-et-Lazare, est l'un de ceux qui décide, le 19 juin 1830, lors de la conquête de l'Algérie par la France de la victoire de Staoueli. Le roi de Sardaigne, Charles-Albert, le fait comte en 1842.
Le capitaine Fernand-Jean-Marie Collomb d'Arcine, fils du précédent, chevalier de l'ordre de Saint-Grégoire-le-Grand, est tué en 1870 en défendant Strasbourg.
Le château du Sougey a été converti au XXe siècle en boulangerie et en fruitière.

## Description
Le château du Sougey se présente sous la forme d'un corps de logis, couvert d'un très haut toit à quatre pans, daté de 1559. Il est encadré par deux tours carrées. Sur l'une on relève la date de 1706, sur l'autre 1801.